# وادي الملوك (سوريا)
وادي الملوك  وادي سياحي يقع بالقرب من قلعة بني قحطان في منطقة جبلة بمحافظة اللاذقية في سوريا، الوادي منطقة رائعة الجمال بين الجبال المغطاة بالخضرة وغابات تغطي الجبال ينابيع مياه معدنية ومشاهد ساحره في منطقة هي من أجمل وأبدع المناطق واكثرها جمالآ.

## منتجع وادي الملوك
هناك منتجع كبير يقع على مجموعة من البحيرات العملاقة التي يحيط بها مجموعة جلسات فطور وغداء متميزة على ضفاف البحيرات التي تتضمن مراكب وقوارب ويسير من فوقها زيب لاين وسكاي بايك وجسر خشبي معلق وفريم تصوير كما يمكن استخدام الخيول للتجوال في محيط المنتجع .      
كما يضم المنتجع  خيمة دي جي تستقبل المجموعة السياحية السورية والعربية حيث يتم استقبالها بأجواء احتفالية مميزة .      
منتجع وادي الملوك يضم فندقاً قيد الإنشاء سوية أربع نجوم تأسس مطلع العام ٢٠٠٣ وقام بوضع حجر الأساس وزير السياحة سعد الله آغا القلعة معلناً انطلاق المنتجع الأجمل في الساحل السوري على الإطلاق .  

## روابط خارجية
الموقع الرسمي لوادي الملوك